# Вельки-Драждяк
Вельки-Драждяк (словац. Veľký Draždiak) — озеро в районе Петржалка в Братиславе, на расстоянии 1,5 км от реки Дунай. Размеры озера — 500 на 220 м. Площадь поверхности — 13 га. Глубина достигает 18 м.
Возникло в 1982 году на месте карьера для добычи гравия и небольшого природного озера, которое коренные жители Петржалки называли «Шутровкой». Административно расположено в районе Братислава V между каналом Хорватске-Рамено и комплексом больницы Святых Кирилла и Мефодия на улице Антолской.
Озеро пополняется из грунтовых вод, основным источником является вода, инфильтрующаяся из Дуная, поэтому качество воды в основном зависит от качества воды в реке Дунай. Вода дополнительно загрязняется пылевыми и дождевыми осадками, стоками с рельефа и бытовыми загрязнениями. Отсутствие фекальных энтерококков, даже летом, объясняется относительно хорошей способностью среды к самоочищению.
В летнее время озеро служит одним из мест отдыха горожан. Вокруг озера с 2013 года появилась новая беговая дорожка. На берегу озера расположено множество кафе, мест аренды различного спортинвентаря, площадки для пляжного волейбола. В зимние месяцы на озере собираются любители купаться в холодной воде.
Одна из причин, по которой озеро официально не признаётся в качестве места для купания и на нем нет спасателей, заключается в том, что прямо над озером проходит линия электропередачи высокого напряжения (110 кВ). Многочисленные обращения горожан перенести трассу пока не привели к успеху, купаться можно только на свой страх и риск, что, однако, не отпугивает подавляющее большинство населения города в летние месяцы. Благодаря жителям Петржалки регулярно проводится уборка территории вокруг озера.